# كيت دوربن
كيت دوربن (بالإنجليزية: Kate Durbin)‏ هي فنانة أمريكية، ولدت في 1981.